# Otevřená zahrada

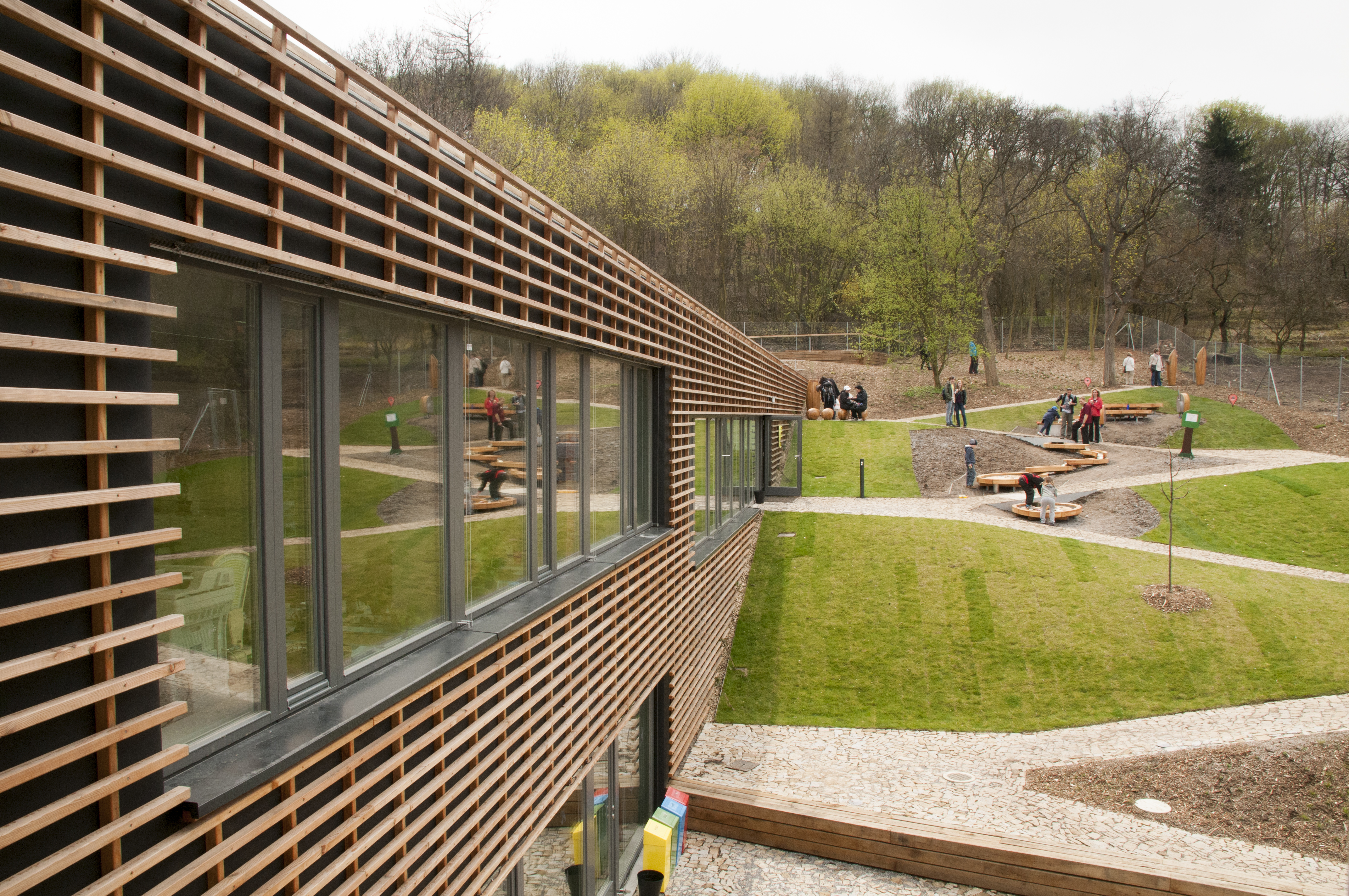
Otevřená zahrada

Otevřená zahrada je vzdělávací a poradenské centrum, které se nachází v Brně, nedaleko hradu Špilberk, na ulici Údolní. Prostor je přístupný jako veřejný park od dubna do září; v některých časových úsecích je vstup zpoplatněn. Vzdělávací centrum Otevřená zahrada provozuje Nadace Partnerství. Součástí je budova označená provozovatelem jako unikátní pasivní dům se zelenou střechou a naučná stezka vedená po svažitém pozemku s výsadbou. 
Provozovatel celek nazvaný Otevřená zahrada označuje za "prostor pro moderní environmentální vzdělávání, ukázku využití moderních technologií, pro tvůrčí poznávání, hry, unikátní zázemí pro obyvatele i podnikatele". Projekt byl připravován od roku 2006. Otevřená zahrada byla dokončena a otevřena v listopadu 2012. Autorem návrhu stavby je ateliér Projektil architekti s.r.o., Ing. arch. Adam Halíř, Ing. arch. Ondřej Hofmeister. Generálním dodavatelem stavby byla firma Skanska, investice byla spolufinancovaná z veřejných prostředků, dotace z OPŽP byla 74,6 milionů Kč. Celkové náklady na výstavbu včetně vybavení dosáhly 86 milionů Kč (s DPH). Původní rozpočet byl 61 milionů Kč. Úpravu dvou stanovišť na zahradě spolufinancovala firma Siemens, která byla rovněž dodavatelem technologií pro stavbu budovy.

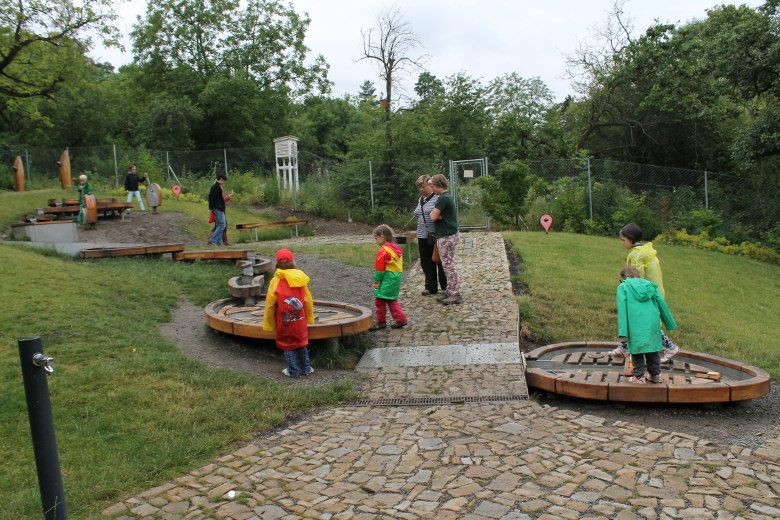
Otevřená zahrada, prostor pro děti, dospělé i handicapované, stanoviště vodní tok

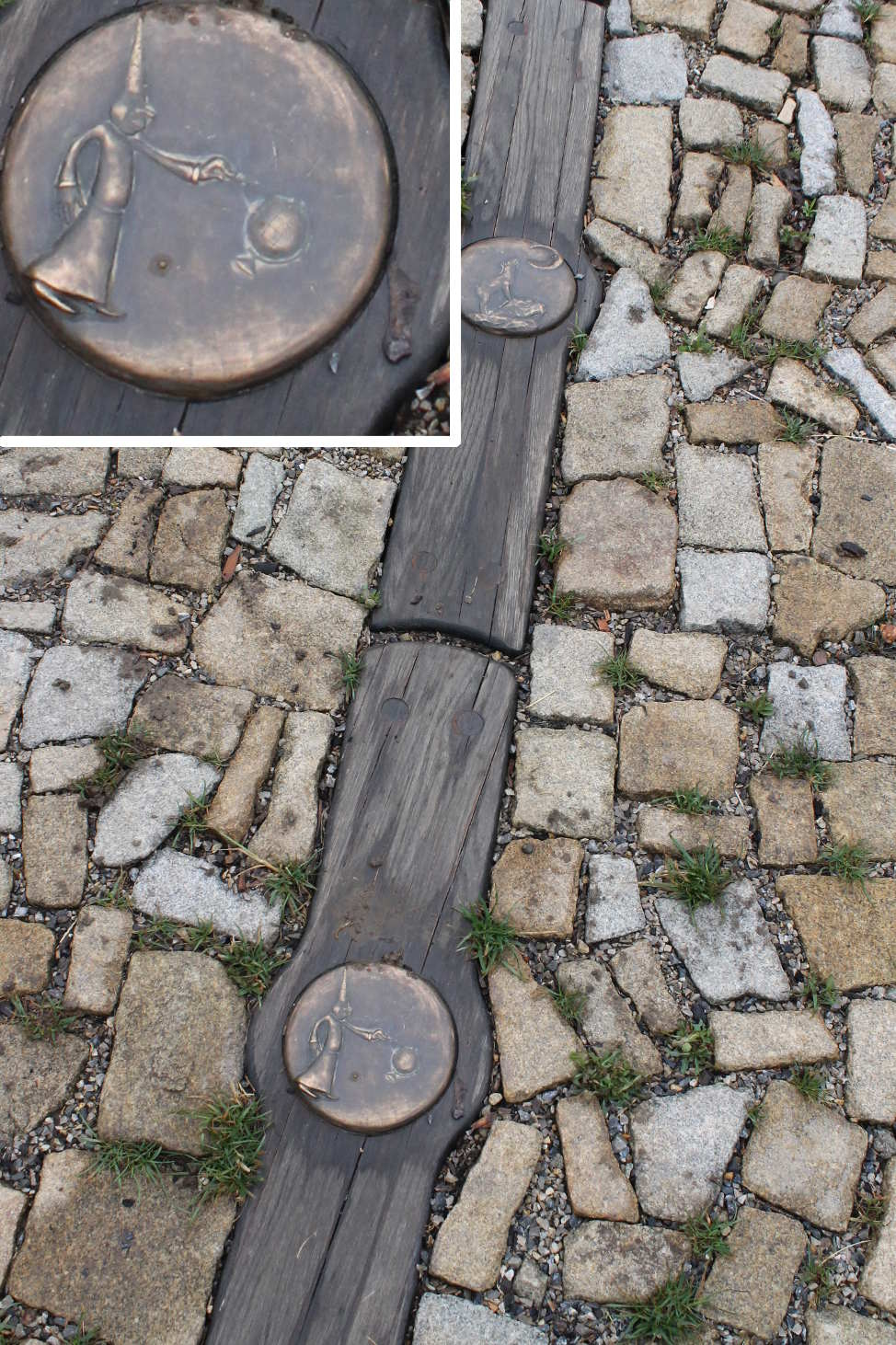
Spirála popisující vznik světa

## Provoz
Podle tvrzení provozovatele je dešťová voda ze střech i zpevněných povrchů zahrady využívána k zalévání zahrady a ke splachování toalet. Také odpadová voda z kuchyněk a umýváren je zachycována a pročištěna ve vodním biotopu zahrady. Tato přečištěná šedá voda se dále používá k zálivce. Zde je pěstováno několik druhů vodních rostlin a chovány okrasné druhy ryb. Malá nádrž s křišťálově čistou vodou je bez obvyklých řas, ale i bez zápachu, který je u kořenových čistíren obvyklý.
Plochá střecha s výsadbou má přispívat ke zpomalování odtoku po prudkých srážkách a omezovat tepelné výkyvy, stejně jako popínavé rostliny, až porostou treláž na fasádách. Poradenské a vzdělávací centrum Otevřená zahrada obsahuje 65 míst v nové budově centra v pasivním energetickém standardu, z toho 49 míst v seminárním sále a 24 poradenských míst. Roční spotřeba energie na vytápění je plánována na 7 kW/m²/rok.
Na údržbu a úpravy zahrady jsou nadací organizovány skupiny dobrovolníků, pomáhajících zdarma.

## Budova
Budova má vnější fasádu upravenou s treláží z popínavých rostlin. Budova byla oceněna uznáním Ministerstva životního prostředí České republiky za efektivnost stavby. Také obdržela ocenění Cena Nadace ABF a Centra pasivního domu, Stavba roku 2013, Cena Skypaper, Český energetický a ekologický projekt 2012, kategorie Stavba, a 3. místo v Ceně Klubu Za starou Prahu za novou stavbu za rok 2016.

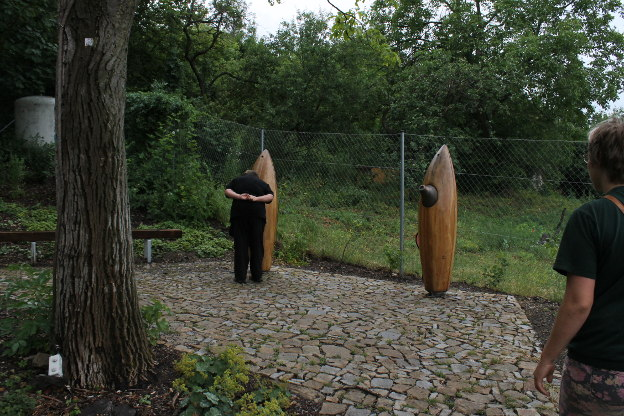
Pohled do kukátek je pouze pro zdravé dospělé

V budově byla instalována galerie děl brněnského malíře Jana Spěváčka, který se pro svou tvorbu inspiroval americkým stylem dripping (rozlévání barvy po plátně).

## Zahrada
Autorkou návrhu výsadby zahrady je Lucie Komendová, autory interaktivních prvků a soch jsou brněnští výtvarníci Petr Korecký, Ondřej Slavík a David Fišer. Venkovní „výukové hřiště“ s dvanácti interaktivními stanovišti má být podle informací určeno především žákům druhého stupně základních škol, ačkoliv bezpečným pojetím stanovišť bez adventurních prvků a nenáročností odpovídá spíše prvnímu stupni ZŠ. Zahrada je používána a navštěvována i předškoláky. Některé stanoviště jsou upravena pro výukové hry s připravenými pracovními listy a jednoduchými úkoly (poznej, v kterém měsíci si lidé žádají koledu, kdy zraje ovoce apod.). Trávník je bez plevele dva roky po založení a je dokonale udržován nízkým pokosem.
V prostoru zahrady před zahájením stavby bydleli v dřevěných příbytcích bezdomovci. Dva z bezdomovců se údajně dobrovolnicky zapojili do úprav zahrady za účelem zvednutí sebevědomí a sociálního návratu do většinové společnosti. Plochu porůstaly náletové dřeviny (černý bez, javory apod.).

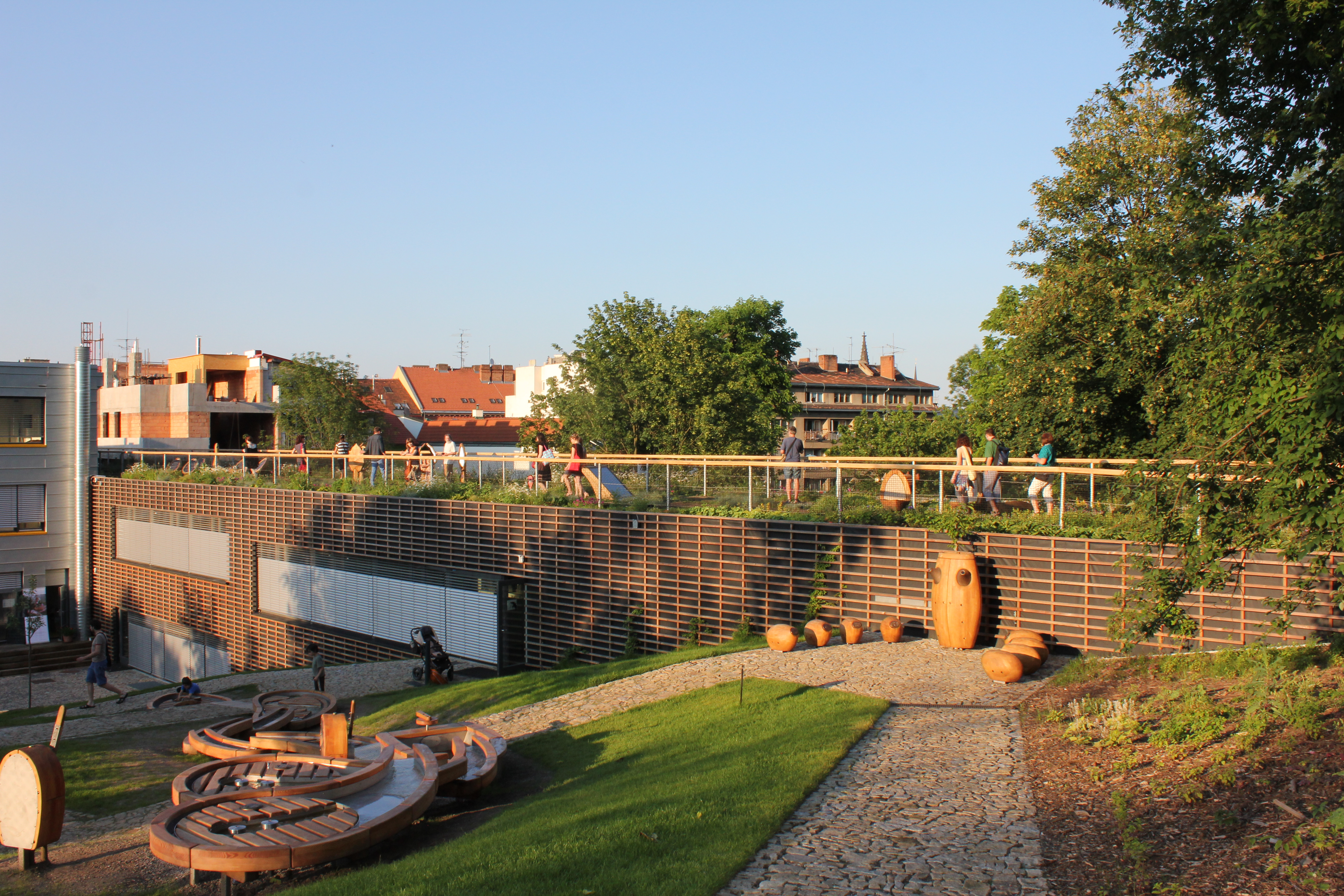

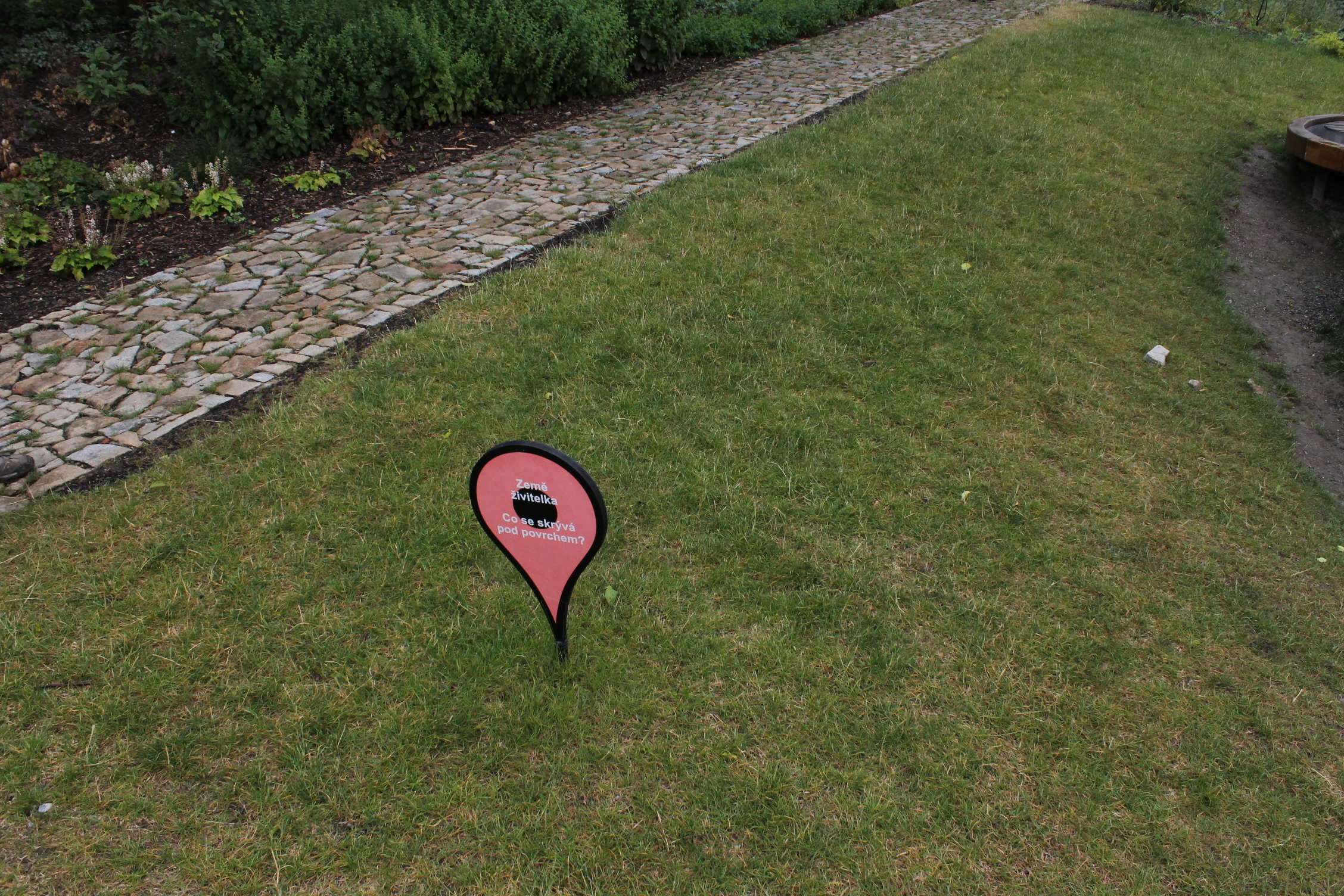
Otevřená zahrada, cedule. Žulový chodník zcela přirozeně prorůstá jednoděložný plevel

V nejvyšším místě zahrady, u branky do vedoucí do parku pod hradem, byl v roce 2018 nainstalován Poesiomat.

### Stanoviště
- Ekologická pyramida
- Vodní tok
- Kronika Země (spirála),
- Země živitelka
- Proměny přírody
- Sluneční energie
- Cesta světla
- Fotovoltaický květ
- Síla větru
- Počasí a podnebí
- Nejcennější tekutina

V části zahrady je umístěna galerie fotografií.

## Akce
V zahradě jsou pravidelně pořádány výukové a kulturní akce pro veřejnost a školy, včetně příměstských táborů pro děti.

## Galerie

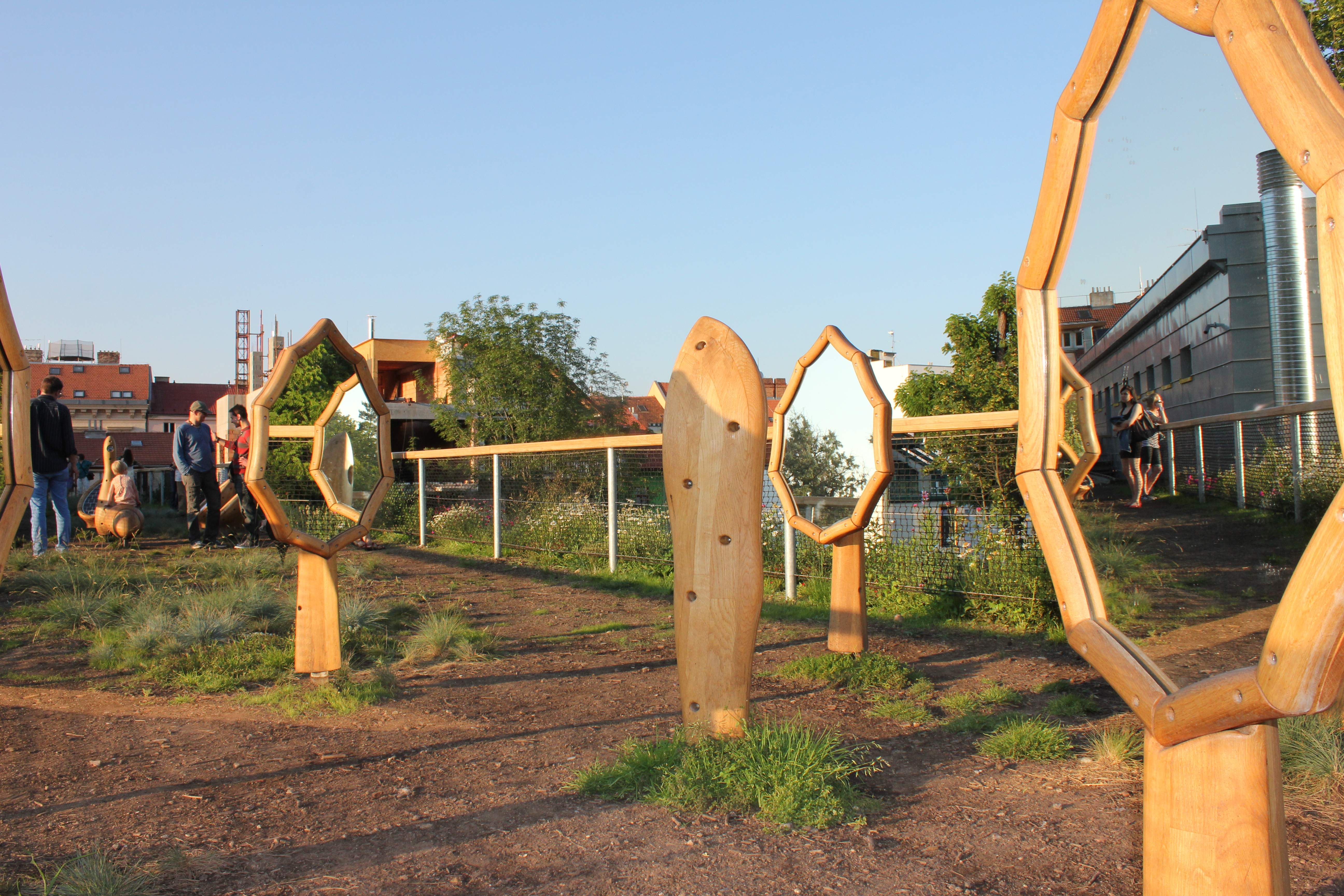
„Cesta světla“
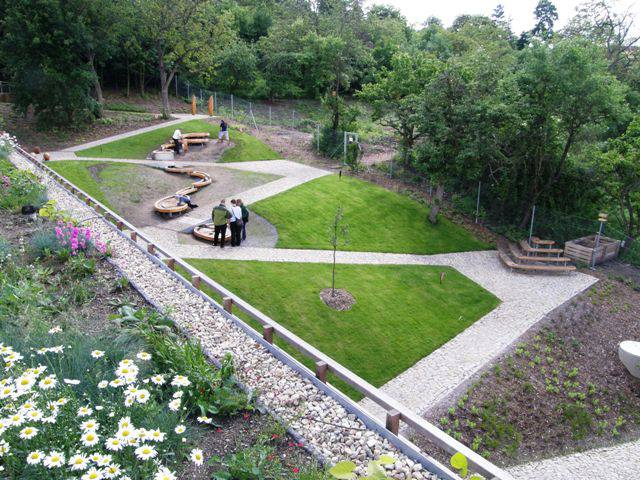
Pohled na stanoviště s lavičkami „Ekologická pyramida“ a stanovištěm „Vodní tok“
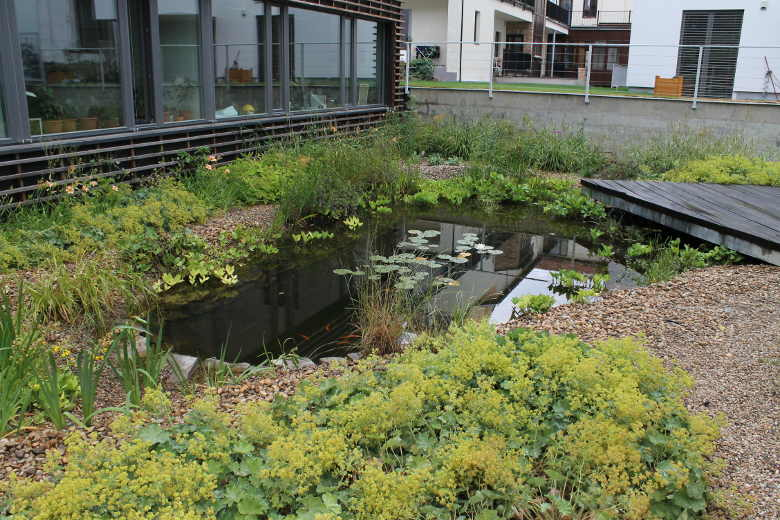
Mokřad, malá kořenová čistírna šedé vody z kuchyně
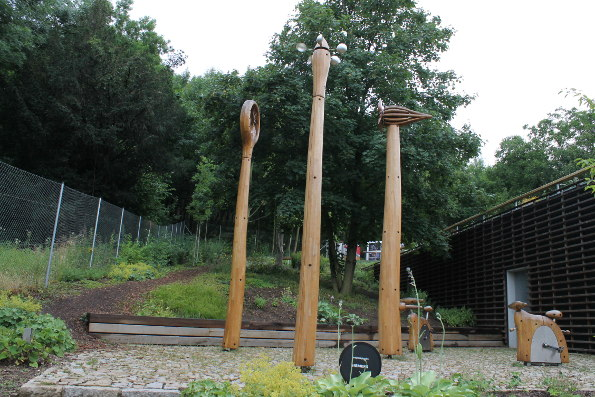
Síla větru